# Варвара (Яковлева)
И́нокиня Варва́ра (в миру Варвара Алексе́евна Я́ковлева; ок. 1880, Тверь — 5 [18] июля 1918, Алапаевск) — одна из первых сестёр Марфо-Мариинской обители, келейница её основательницы великой княгини Елизаветы Фёдоровны. Убита вместе с другими Алапаевскими мучениками в ночь на 5 (18) июля 1918 года.
Канонизирована в лике преподобномучениц (в 1981 году в Русской православной церкви заграницей и в 1992 году в Русской православной церкви), память совершается (по юлианскому календарю): 5 июля (день смерти), 29 января (Собор святых новомучеников и исповедников Российских) и 2 августа (Собор Московских святых).

## Биография
Согласно документальным свидетельствам, происходила из мещан города Твери. По состоянию на 1911 год ей исполнился 31 год, то есть родилась она примерно в 1880 году. Владела русским, английским, немецким языками.
Живя в Твери, Варвара Яковлева была напрямую связана с московской резиденцией великокняжеской четы — Николаевским дворцом в Московском Кремле. Согласно справке Тверской мещанской управы, «была выдана паспортная книжка 13 января 1906 года № 172 на имя Тверской мещанки Варвары Алексеевой Яковлевой, заявившей местожительство: Москва, Кремль, Николаевский дворец».
Прибыла в Марфо-Мариинскую обитель из Ялты 20 августа 1910 года. В том же 1910 году Яковлева одной из первых была посвящена в сёстры Марфо-Мариинской обители. По воспоминаниям игумена Серафима (Кузнецова), она была «редкой по скромности и послушанию» сестрой Марфо-Мариинской обители. Он назвал её «верной исполнительницей всех традиций обители. Хотя она была самым близким человеком к великой княгине, но этим не гордилась, была, как рядовая сестра, всем доступна, ласкова и обходительна. Никто лихом её не помянет».
По воспоминаниям, пришла в обитель из дворца великой княгини Елизаветы. Стала келейницей Елизаветы Фёдоровны и всегда была при ней. Елена Неволина писала, что, став келейницей великой княгини Елизаветы, она продолжала оставаться такой же скромной, мягкой и ласковой, какой была.
7 мая 1918 года Елизавета Фёдоровна была арестована. Повели её к машине вместе с келейницей Варварой Яковлевой и сестрой Екатериной Янышевой. Сёстры бежали за машиной сколько хватило сил. Варвара вместе с сестрой Екатериной Янышевой последовала за великой княгиней Елизаветой Фёдоровной в ссылку в Пермь. После перевода великой княгини в Екатеринбург, несмотря на уговоры и угрозы властей, не захотела оставить свою настоятельницу: «Желая разделить с арестованной её участь, ввиду её немолодого возраста и устава обители, не позволяющего оставлять настоятельницу одну, я заявляю, что согласна на заключение под стражу на равных с остальными заключёнными условиях, с полным подчинением режиму, установленному Областным советом, причём даю обязательство против применённой меры не протестовать и не возбуждать ходатайства о своем освобождении впредь до окончания заключения под стражу остальных. Ввиду того, что заключение меня будет вызвано моим желанием, обязуюсь довольствоваться из своих личных средств».
Варвара была убита вместе с другими Алапаевскими мучениками в ночь на 5 (18) июля 1918 года. Её живую сбросили в одну из заброшенных шахт железного рудника Нижняя Селимская в окрестностях Алапаевска. Сверху убийцы набросали землю и старые брёвна.

## Почитание
Тело инокини Варвары было найдено 22 октября 1918 года администрацией адмирала Александра Колчака. Вместе с останками великих князей его перевозили по России, укрывая от большевиков. В Чите в Богородицком монастыре тело Варвары одели в монашеское облачение, и в 1920 году оно было привезено в Пекин и погребено в склепе Серафимовского храма. Вскоре, во исполнение желания Елизаветы Фёдоровны быть похороненной на Святой земле, тело Варвары и великой княгини было перевезено в Иерусалим, где 28 января 1921 года тела мучениц были торжественно встречены греческим и русским духовенством, принцессой Викторией и русскими эмигрантами.
30 января патриарх Иерусалимский Дамиан совершил панихиду и погребение останков Елизаветы Фёдоровны и монахини Варвары в крипте храма Равноапостольной Марии Магдалины в Гефсимании.
1 ноября 1981 года решением Архиерейского собора Русской православной церкви заграницей княгиня Елизавета и инокиня Варвара были прославлены в лике святых в Соборе святых новомучеников и исповедников Российских. Вскоре после этого, в неделю святых жен-мироносиц, 1 мая 1982 года, их мощи были торжественно с участием представителей Иерусалимского патриархата перенесены из крипты в храм, где их положили в мраморных раках у иконостаса.
4 ноября 1992 года Варвара были прославлена в лике святых вместе с великой княгиней Елизаветой решением Архиерейского собора Русской православной церкви. Марфо-Мариинская обитель милосердия в этом же году, впервые после своего закрытия в 1926 году, возобновила социальную деятельность.
8 июня 2009 года Генеральная прокуратура России посмертно вместе с другими алапаевскими мучениками реабилитировала инокиню Варвару.

## Исследования
Доныне сколь бы то ни было полная биография инокини Варвары не опубликована. Относительно её происхождения существуют скупые и часто противоречивые сведения. В. В. Вяткин высказал мнение о том, что инокиня Варвара имела знатное происхождение и называл её дочерью немки А. И. Яковлевой (урожденной Утермарк; 1830—1881), камер-юнгферы императрицы Марии Александровны, которая «выполняла ее поручения по делам народного образования». Этой же точки зрения придерживается и Л. Б. Максимова, по мнению которой Варвара (Яковлева) имела непосредственное отношение к представителям высшего света, являясь, по-видимому, в 80-х — 90-х гг. XIX века женой Д. В. Яковлева, происходившего из семьи, близкой к императорскому двору.
Британский исследователь Кристофер Уоруик в своей книге «Элла. Принцесса. Святая и мученица» (2006) охарактеризовал инокиню Варвару как «миниатюрную, скромную брюнетку тридцати с небольшим лет» и написал про неё: «Говорили, что она овдовела во время восстания в Москве. После принятия обетов она будет известна как сестра Варвара или как сестра Барбара, как ее называют здесь. Таким образом, „Варви“ (Varvi), как называла ее Виктория Баттенберг, и, без сомнения, Элла, осталась ещё одной загадочной фигурой в этой истории, весьма второстепенной, но, тем не менее, очень важной. Увы, все попытки разыскать какие-либо сведения о ней оказались безуспешными. Как часто бывает, непроверенные слухи и ложные теории, вместо того чтобы пролить свет, ещё более запутали дело. Итак, иногда Варвару считают личной горничной Эллы, хотя неизвестно, на чём это основывается. Другие полагают, что Варвара Яковлева и Вера Услова (Vera Uslova), которая вступила в обитель как „помощница“ и которая тоже потеряла мужа в боях в Москве, одно и то же лицо».
Лишь в 2019 году, церковные историки, основываясь на материалах Московского охранного отделения, смогли установить, что инокиня Варвара происходила из мещан города Твери, а также некоторые данные из её биографии и обстоятельства мученической кончины. Удалось установить, что её рост составлял 160 см.